# Teuchophorus longifrons
Teuchophorus longifrons är en tvåvingeart som beskrevs av Daniel J. Bickel 1983. Teuchophorus longifrons ingår i släktet Teuchophorus och familjen styltflugor. Inga underarter finns listade i Catalogue of Life.